# Pallavolo Padwa
Sempre Volley Padwa – włoski męski klub siatkarski, powstały w 1970 w Padwie, pod nazwą Petrarca Volley.

## Nazwy klubu[1]
- 1971-1972 Petrarca Padwa
- 1973-1976 Gorena Padwa
- 1976-1978 Dermatrophine Padwa
- 1978-1979 Petrarca Padwa
- 1979-1980 Simod Padwa
- 1980-1982 King's Jeans Padwa
- 1982-1985 Americanino Padwa
- 1985-1988 Ciesse Padwa
- 1988-1989 Petrarca Padwa
- 1989-1990 Sernagiotto Padwa
- 1990-1992 Charro Padwa
- 1992-1993 Charro Esperia Padwa
- 1993-1995 Ignis Padwa
- 1995-1996 MTA Pallavolo Padwa
- 1996-1997 MTA Padwa
- 1997-1999 Jucker Padwa
- 1999-2000 Zeta Line Padwa
- 2000-2001 European Padwa
- 2001-2002 Sempre Volley Padwa
- 2002-2005 Edilbasso & Partners Padwa
- 2005-2006 Giotto Padwa
- 2006-2009 Antonveneta Padwa
- 2009-2010 Pallavolo Padwa
- 2010-2011 Phyto Performance Padwa
- 2011-2012 Fidia Padwa
- 2012-2016 Tonazzo Padwa
- 2016-2022 Kioene Padwa
- 2022-2024 Pallavolo Padwa
- 2024- Sonepar Padwa

## Sukcesy
Puchar CEV:
- 1994
- 1988, 1989, 1992, 1993
- 1991

Puchar Włoch Serie A2:
- 2014

## Polacy w klubie
| Lata gry            | Imię i nazwisko     |
| ------------------- | ------------------- |
| 1995–1999 2003–2005 | Krzysztof Stelmach  |
| 1997–1999           | Andrzej Stelmach    |
| 1999–2000           | Piotr Gruszka       |
| 1999–2001           | Marcin Nowak        |
| 2000–2003           | Paweł Zagumny       |
| 2004–2005           | Arkadiusz Gołaś     |
| 2009–2010           | Michał Kubiak       |
| 2020–2021           | Wojciech Włodarczyk |

## Kadra zawodnicza

### Sezon 2024/2025[2]
- 1.  Tommaso Stefani
- 2.  Veljko Mašulović
- 3.  Shay Liberman
- 4.  Benjamin Diez
- 5.  Marco Falaschi
- 7.  Marko Sedlaček (do 26.03.2025)
- 7.  Alberto Polo[3] (od 24.03.2025)
- 8.  Fabian Plak
- 9.  Alessandro Toscani
- 10.  Luca Galiazzo
- 11.  Matteo Pedron
- 14.  Mattia Orioli
- 17.  Luca Porro
- 18.  Andrea Truocchio
- 22.  Federico Crosato

### Sezon 2023/2024
- 1.  Davide Gardini
- 3.  Davide Russo (do 07.11.2023)
- 3.  Tommaso Stefani (od 03.01.2024)
- 5.  Marco Falaschi
- 7.  Francesco Zoppellari
- 8.  Fabian Plak
- 9.  Tommaso Guzzo
- 10.  Gabriel Garcia Fernández
- 12.  Julio César Cardenas (do 02.02.2024)
- 13.  Julian Zenger
- 15.  Mathijs Desmet
- 17.  Luca Porro
- 18.  Andrea Truocchio
- 20.  Wataru Taniguchi
- 22.  Federico Crosato
- 99.  Francesco Fusaro

### Sezon 2022/2023
- 1.  Davide Gardini
- 3.  Andrea Canella
- 4.  Riccardo Cengia
- 7.  Francesco Zoppellari
- 8.  Davide Saitta
- 9.  Tommaso Guzzo
- 10.  Marco Volpato
- 12.  Dušan Petković
- 13.  Julian Zenger
- 14.  Ran Takahashi
- 15.  Mathijs Desmet
- 18.  Matteo Lelli
- 22.  Federico Crosato
- 88.  Asparuch Asparuchow

### Sezon 2021/2022
- 1.  Nicolò Bassanello
- 3.  Mattia Gottardo
- 4.  Eric Loeppky
- 5.  Andrea Schiro
- 6.  Marco Vitelli
- 7.  Francesco Zoppellari
- 9.  Tommaso Guzzo
- 10.  Marco Volpato
- 11.  Mattia Bottolo
- 14.  Ran Takahashi (od 26.11.2021)
- 17.  Jan Zimmermann
- 18.  Andrea Canella
- 21.  Linus Weber
- 22.  Federico Crosato
- 25.  Georgi Petrow

### Sezon 2020/2021
- 2.  Leonardo Ferrato
- 3.  Mattia Gottardo
- 4.  Pietro Merlo
- 5.  Tonček Štern
- 6.  Marco Vitelli
- 7.  Kawika Shoji
- 9.  Santiago Danani
- 10.  Marco Volpato
- 12.  Mattia Bottolo
- 14.  Sebastiano Milan
- 15.  Alexander Tusch (od 03.02.2021)
- 17.  Nicolò Casaro
- 18.  Andrea Canella
- 90.  Wojciech Włodarczyk
- 99.  Francesco Fusaro

### Sezon 2019/2020
- 1.  Alberto Polo
- 2.  Nicolò Bassanello
- 6.  Francesco Fusaro
- 7.  Francesco Cottarelli
- 8.  Andrea Canella
- 9.  Santiago Danani
- 10.  Marco Volpato
- 12.  Mattia Bottolo
- 13.  Dragan Travica
- 14.  Yūki Ishikawa
- 17.  Nicolò Casaro
- 18.  Luigi Randazzo
- 19.  Fernando Hernández Ramos
- 21.  Ryley Barnes

### Sezon 2018/2019
- 1.  Alberto Polo
- 2.  Nicolò Bassanello
- 4.  Yacine Louati
- 7.  Francesco Cottarelli
- 8.  Lazar Ćirović
- 9.  Matteo Sperandio
- 10.  Marco Volpato
- 11.  Maurice Torres
- 12.  Petar Premović
- 13.  Dragan Travica
- 14.  Ryley Barnes
- 17.  Enrico Lazzaretto
- 18.  Luigi Randazzo
- 19.  Santiago Danani

### Sezon 2017/2018
- 1.  Alberto Polo
- 2.  Nicolò Bassanello
- 4.  Gabriele Nelli
- 5.  Milan Peslac
- 6.  Stefano Gozzo
- 7.  Fabio Balaso
- 8.  Lazar Ćirović
- 9.  Matteo Sperandio
- 10.  Marco Volpato
- 12.  Petar Premović
- 13.  Dragan Travica
- 15.  Lazar Koprivica
- 18.  Luigi Randazzo

### Sezon 2016/2017
- 2.  Nicolò Bassanello
- 3.  Francesco Zoppellari
- 5.  James Shaw
- 6.  Stefano Giannotti
- 7.  Fabio Balaso
- 8.  Stephen Maar
- 9.  Danijel Koncilja
- 10.  Marco Volpato
- 11.  Taylor Averill
- 13.  Sebastiano Milan
- 14.  Jacob Link
- 15.  Michele Fedrizzi
- 16.  Filip Šestan

### Sezon 2015/2016
- 1.  Brian Cook
- 2.  Nicolò Bassanello
- 3.  Giacomo Leoni
- 5.  Santiago Orduna
- 6.  Stefano Giannotti
- 7.  Fabio Balaso
- 9.  Gonzalo Quiroga
- 10.  Marco Volpato
- 11.  Taylor Averill
- 12.  Alexander Berger
- 13.  Sebastiano Milan
- 14.  Enrico Diamantini
- 17.  Enrico Lazzaretto

### Sezon 2011/2012
- 1.  Manuele Cricca
- 2.  Francesco De Marchi
- 3.  Andrea Garghella
- 6.  Stefano Gianotti
- 7.  Javier Gonzalez
- 8.  Andrew Hein
- 9.  Yū Koshikawa
- 10. Sebastian Schwarz
- 12. Andrea Semenzato
- 13. Ventzislav Simeonov
- 14. Luka Suljagic
- 15. Simone Tiberti
- 16. Marco Zingaro

### Sezon 2010/2011
- 1.  Andrea Garghella
- 3.  Luca Gottardo
- 4.  Lorenzo Busi
- 5.  Simone Tiberti
- 6.  Manuele Cricca
- 7.  Yū Koshikawa
- 8.  Stefano Gianotti
- 9.  Mattia Rosso
- 10. Francesco De Marchi
- 11. Július Sabo
- 13. Nikołaj Uczikow
- 15. Marco Zingaro
- 17. Matteo Burgsthaler
- 18. Marco Pagni

### Sezon 2009/2010
- 1.  Andrea Garghella
- 2.  Emilio Maniero
- 3.  Luca Gottardo
- 4.  Lorenzo Busi
- 5.  Simone Tiberti
- 6.  Manuele Cricca
- 7.  Yū Koshikawa
- 9.  Giovanni Polidori
- 10. Davide Tovo
- 13. Juan Carlos Barcala
- 15. Marco Zingaro
- 17. Michał Kubiak
- 18. Francesco De Marchi